# Natalia Strzałka
Natalia Iwona Strzałka (4 de agosto de 1997) es una deportista polaca que compite en lucha libre. Ganó una medalla de bronce en el Campeonato Europeo de Lucha de 2022, en la categoría de 68 kg.

## Palmarés internacional
| Campeonato Europeo | Campeonato Europeo | Campeonato Europeo | Campeonato Europeo |
| Año                | Lugar              | Medalla            | Categoría          |
| ------------------ | ------------------ | ------------------ | ------------------ |
| 2022               | Budapest (Hungría) | Medalla de bronce  | 68 kg              |